# Harmony Corruption
Harmony Corruption treći je studijski album britanskog grindcore-sastava Napalm Death. Diskografska kuća Earache Records objavila ga je 1. srpnja 1990.

## O albumu
Stil albuma bio je više death metal nego grindcore, sadržavao je iznimo teške rifove i duboke niske vokale. Album je sniman u studiju Morrisound Recording u Tampi na Floridi gdje su snimljen klasični albumi death metal sastava. Glazbenici death metala iz Floride, Glen Benton iz Deicide i John Tardy iz Obituaryja pojavili su se kao pjevači na pjesmi "Unfit Earth".
Pjesma iz EPi Mentally Murdered pojavila se na kraju ranog CD izdanja albuma, iako inačice koje su sada u tisku sadrže samo standardnih jedanaest pjesama. 
Prvi je album Napalm Deatha na kojem se pojavio pjevač Mark "Barney" Greenway i gitaristi Jesse Pintado i Mitch Harris iz SAD-a. Također je posljednji album s bubnjarom Mickom Harrisom.
Član sastava Agoraphobic Nosebleed, Richard Johnson kaže da je široka distribucija Harmony Corruption osigurala da je imao veći utjecaj na američku grindcore scenu nego raniji napori Napalm Deatha.
Treći je album sastava koji se pojavio na britanskog ljestvici, a završio je na 67. mjestu.
Godine 2012. diskografska kuća Earache Records objavila je remasterirano izdanje albuma s dodatnim pjesmama.
Pjesma "Suffer the Children" objavljena je kao singl na LP-u i CD-u gdje se pojavljuju pjesme "Siege of Power" i "Harmony Corruption". Za pjesmu "Suffer the Children" snimljen je i spot.

## Popis pjesama
| 1.    | »Vision Conquest«         | 2:40 |
| 2.    | »If the Truth Be Known«   | 4:11 |
| 3.    | »Inner Incineration«      | 2:56 |
| 4.    | »Malicious Intent«        | 3:26 |
| 5.    | »Unfit Earth«             | 5:01 |
| 6.    | »Circle of Hypocrisy«     | 3:12 |
| 7.    | »The Chains That Bind Us« | 4:06 |
| 8.    | »Mind Snare«              | 3:41 |
| 9.    | »Extremity Retained«      | 2:01 |
| 10.   | »Suffer the Children«     | 4:21 |
| 35:35 |                           |      |

| Bonus pjesma na izdanju CD | Bonus pjesma na izdanju CD | Bonus pjesma na izdanju CD | Bonus pjesma na izdanju CD | Bonus pjesma na izdanju CD | Bonus pjesma na izdanju CD | Bonus pjesma na izdanju CD | Bonus pjesma na izdanju CD | Bonus pjesma na izdanju CD | Bonus pjesma na izdanju CD |
| Br.                        | Skladba                    | Trajanje                   |                            |                            |                            |                            |                            |                            |                            |
| -------------------------- | -------------------------- | -------------------------- | -------------------------- | -------------------------- | -------------------------- | -------------------------- | -------------------------- | -------------------------- | -------------------------- |
| 11.                        | »Hiding Behind«            | 5:13                       |                            |                            |                            |                            |                            |                            |                            |
| 40:48                      |                            |                            |                            |                            |                            |                            |                            |                            |                            |

## Zasluge
| Napalm Death - Mark "Barney" Greenway – vokal - Jesse Pintado – gitara - Mitch Harris – gitara - Shane Embury – bas-gitara - Mick Harris – bubnjevi | Dodatni glazbenici - Glen Benton – dodatni vokal (na pjesmi "Unfit Earth") - John Tardy – dodatni vokal (na pjesmi "Unfit Earth") Ostalo osoblje - David Windmill – grafički dizajn - Tim Hubbard – fotografije - Noel Summerville – mastering - Scott Burns – produkcija, inženjer zvuka, miks |